# 大正村 (北海道)
大正村（たいしょうむら）は、北海道河西郡に存在した村である。現在の帯広市の南東部の地域に当たる。
村名は成立当時の元号に由来。成立当初は現在の帯広市の南部から中札内村、更別村にかけてが当村の範囲だった。

## 地理
- 十勝平野の南寄りに位置。
- 河川: 札内川、戸蔦別川、途別川

## 沿革
- 1902年（明治35年）4月1日 - 二級町村制施行、上帯広村（かみおびひろむら）、幸震村（さつない（こうしん）むら）、売買村（うりかりむら - 売買村、迫別（せまりべつ）村、戸蔦（とった）村、鵺抜（ぬえぬんけ）村の4村が合併）の3村が成立。
- 1915年（大正4年）4月1日 - 上帯広村、幸震村、売買村が合併し、大正村成立。3村名はそのまま大字となる。
- 1920年（大正9年）12月 - 北海道製糖会社（現・日本甜菜製糖）帯広工場と同工場の直営農場を当村内に開設。
- 1924年（大正13年）2月1日 - 大字上帯広村の全部と大字売買村の一部（主に札内川、戸蔦別川以西）が川西村として分村。
- 1926年（大正15年）4月1日 - 幕別村（現・幕別町）より、幕別村、別奴（べっちゃろ）村の2大字の各一部を編入。本村は4大字となる。
- 1929年（昭和4年） - 大字幸震村内に、サケマス孵化場が帯広町内から移転し開場。後の北海道水産孵化場十勝支場となる。
- 1929年11月2日 - 広尾線の帯広駅〜中札内駅間が開業。愛国駅、幸震駅（1944年4月1日に大正駅と改称）、中札内駅を開設。
- 1930年（昭和5年）10月10日 - 広尾線が大樹駅まで延伸開業。当時の村内に更別駅、上更別駅を開設。
- 1939年（昭和14年）4月1日 - 一級町村制施行。
- 1947年（昭和22年）9月1日 - 幸震村、売買村、幕別村の3大字の各一部が中札内村、幸震村、幕別村、別奴村の3大字の各一部が更別村としてそれぞれ分村。
- 1948年（昭和23年） - 大正農協開設。
- 1953年（昭和28年）11月15日 - 広尾線に北愛国駅を開設。
- 1955年（昭和30年） - 当時の農林省が、本村生産の紅金時豆を「大正金時」として銘柄認定。
- 1956年（昭和31年） - 広尾線に幸福仮乗降場を開設（同年11月1日に駅に昇格）。
- 1957年（昭和32年） - 川西村とともに帯広市へ編入。本村の全域をもって、帯広市大正町となる。
- 1963年（昭和38年） - 当時の大正町を、大正町、大正本町、中島町、愛国町、昭和町、幸福町、桜木町、以平町、泉町の9町に再編。

## 交通

### 鉄道
※当村廃止当時の時点
- 広尾線
北愛国駅 - 愛国駅 - 大正駅 - 幸福駅

## 教育
※当村廃止当時の名称
- 高等学校
  - 大正
- 中学校
  - 大正、愛国、以平、上以平、戸蔦
- 小学校
  - 大正、愛国、上途別、以平、上以平、幸福、戸蔦